# 湟川護軍
湟川護軍，十六国时期官名。
南凉弘昌元年（402年），禿髮傉檀即位，设置湟川護軍，治湟川，属于凉州。南凉有湟川護軍成宜侯。嘉平七年（414年），西秦灭南凉，废除湟川護軍。